# 가와라기 신호장
가와라기 신호장(일본어: 川原木信号場)은 일본 오이타현 사이키시에 있는 규슈 여객철도 닛포 본선의 신호장이다.

## 구조
2선을 가진 단선 구간 열차 교환형의 신호장이다. 상하열차와도 좌측통행이다. 해체되었던 역사의 기초가 남아있던 승강장이 상행선에 있다.

## 주변
- 국도 제10호선

## 역사
- 1962년 10월 1일 : 일본국유철도가 개설.
- 1987년 4월 1일 : 민영화에 따라, 규슈 여객철도가 승계.

## 인접 정차역
| 닛포 본선            | 닛포 본선   | 닛포 본선                  |
| -------------------- | ----------- | -------------------------- |
| 나오카와 고쿠라 방면 | ■ 닛포 본선 | 시게오카 가고시마추오 방면 |